# César Zagnoli
Randolfo César Zagnoli González, apodado «El Potrillo» (Durazno, 24 de abril de 1911 - Maipú, 26 de diciembre de 2002), fue un destacado pianista uruguayo de tango.

## Biografía

### Primeros años
Su padre fue Cesar Zagnoli Cinti, inmigrante italiano quien contaba con una importante formación musical, y su madre fue Estela González, oriunda de Durazno.
Fue hijo único y en sus primeros pasos en la música fueron con su padre, recibiendo además la tutela de los profesores Zulema Morúa y Martínez Oyanguren. Desde los 12 años colaboraba con el cura de la Iglesia San Pedro del Durazno ejecutando la parte musical en la ofrenda de la misa y animaba las películas mudas en el cine Artigas. El apodo "El Potrillo" que lo acompañaría toda su vida, le fue dado por su grupo de amigos de su ciudad natal.

### Vida profesional
El 14 de enero de 1933 se recibe de Profesor de piano y solfeo. Al año siguiente parte de su ciudad natal hacia el norte del país. En el norte del país y sur del Brasil, Zagnoli confiaba obtener trabajo como pianista en las salas de juegos y casinos importantes que allí había. En Santana do Livramento recibe la invitación para participar en una orquesta del sur del país. Aunque su estadía en la frontera norte del Uruguay fue corta, conoce al músico uruguayo José Amor, quien debido a sus capacidades como pianista, lo anima a viajar a Montevideo. Amor lo vincula al maestro Alberto Guillama, baterista y director de un conjunto musical, junto al cual Zagnoli comienza sus actuaciones en el cabaret "El Capitol" y en "El Garrón".
En el marco de estas actuaciones, en 1935 conoce al argentino Juan D'Arienzo quien lo invita a participar de su orquesta en Buenos Aires. Radicado en Argentina, tiene una pasaje por distintas orquestas y por varias radios de ese país, como "El Mundo", "Belgrano" y "Splendid".
Entre 1936 y 1937 recorre distintos puntos de Brasil como Yaguaron, San Pablo y Río de Janeiro en el marco de una gira artística. En 1938 se integra al conjunto del bandoneonista "Panchito" Maquieira con quien actúa en el Club Uruguay, el Gran Café Ateneo y las radios Montecarlo y Westinghouse.
La primera grabación de Zagnoli tuvo lugar en 1942, junto al cantante Amadeo Mandarino con quien registró los temas "Al verla pasar" de Mora-Contursi y "Mano Brava" de Buzón-Cadícamo.
En sus años en Argentina establece amistad con Aníbal Troilo, Alberto Marino, Edmundo Rivero y Roberto Goyeneche. Asimismo fue figura importante de varias orquestas como la de Roberto Zerrillo, de Juan Canaro, de Joaquín Do Reyes, con el conjunto que formó Enrique Alessio para acompañar a Alberto Castillo, la formación de Elvino Vardaro y muchas otras.

### Retorno a Uruguay
En 1954 se radica definitivamente en la capital uruguaya. Al año siguiente comienza a brindar espectáculos solistas en el Victoria Plaza Hotel. También actuó en distintos espectáculos y fiestas en lugares como el Club de Golf, Casino Hotel Catrrasco, Club Neptuno, Club Banco Comercial, entre muchas otras.

## Discografía

### 78 rpm
- Jueves / Papirusa (con Carlos Duval. Sondor 5810. 1957)
- El estagiario / Cuando no te tenga más (con Carlos Duval. Sondor 5831. 1957)
- Mujer / La última copa (con Mario Ponce de León. Sondor 5810. 1958)
- Pelele / Bomboncito (con Alberto Podestá. Sondor 5902. 1958)
- Yo se que volverás / Un traje de novia (con Alberto Podestá. Sondor 5903. 1958)
- Milonga de Punta Gorda / Whisky (con Carlos Burgos. Sondor 5903. 1958)

### LP
- Tangos de la Guardia Vieja (Antar PLP 2009. 1957)
- Evocando a "Eduardo Arolas" (Antar PLP 5008. 1960)
- La estrella radial (junto a Edgar Ramos. Álbum compartido con Marisa Carbone y Panchito Nolé. Sondor 33060. 1961)
- César Zagnoli y Olga Del Grossi (junto a Olga Del Grossi. Sondor 33092. 1964)
- Barios de Montevideo (Orfeo ULP 2773. 1966)
- César Zagnoli y su trío (Macondo GAM 548. 1972)
- Anibal Oberlin con Orquesta Zagnoli (junto a Aníbal Oberlin. Orfeo SULP 90630. 1980)
- Esquina gris al sur (junto a Elsa Morán. Sondor 144151. 1981)